# Neuvillette (Somme)
Neuvillette ist eine nordfranzösische Gemeinde mit 214 Einwohnern (Stand 1. Januar 2022) im Département Somme in der Region Hauts-de-France. Die Gemeinde gehört zum Kanton Doullens und ist Teil der Communauté de communes du Territoire Nord Picardie.

## Geographie
Die Gemeinde liegt rund 6,5 km nördlich von Doullens an der Départementsstraße D196 von Mézerolles in Richtung Le Souich (Département Pas-de-Calais) an der historischen Grenze der Picardie zum Artois.

## Einwohner
| 1962 | 1968 | 1975 | 1982 | 1990 | 1999 | 2006 | 2010 |
| ---- | ---- | ---- | ---- | ---- | ---- | ---- | ---- |
| 182  | 184  | 176  | 157  | 161  | 179  | 179  | 204  |

## Verwaltung
Bürgermeister (maire) ist seit 2001 Jean-Marie Ansellin.